# Myromeus luzonicus
Myromeus luzonicus là một loài bọ cánh cứng trong họ Cerambycidae.